# Salona (Dalmàcia)
Salona (grec antic: Σαλῶνα; també en plural, Salones: en grec antic: Σαλῶναι, llatí: Salonae) fou una ciutat romana de la costa de Dalmàcia on va néixer Dioclecià, que arribaria a ser emperador de Roma.
Fou fundada com a establiment comercial per grecs provinents d'Issa, Tragúrion i Epècion, habitat probablement per indígenes il·liris i per grecs. Al segle i aC es constituí com a colònia romana, capital de la Dalmàcia, i fou la ciutat més important de la regió fins que fou destruïda pels àvars l'any 639, moment en què fou abandonada, i els seus habitants es traslladaren al Palau de Dioclecià d'Espalàtum (Split). Actualment, les ruïnes de Salona donen nom a un suburbi de Split, Solin.

## Història
Va ser el quarter de Metel, que la va ocupar temporalment el 117 aC a la primera guerra il·líria. Fou assetjada altre cop pels romans a la segona guerra, i va obrir les portes a Gai Cosconi el 78 aC. Durant la guerra civil entre Cèsar i Pompeu, Pompeu va traslladar allí la seva flota, però el seu general Marc Octavi fou derrotat, i la ciutat va passar a Cèsar. Posteriorment hi va morir Gabini, general de Cèsar, després de mesos d'estar assetjat a la fortalesa. En la Tercera Guerra Civil, el 39 aC Asini Pol·lió va derrotar els partens, que eren al bando de Brutus i Cassi, i va ocupar Salona, i el seu fill Asini Gal es va fer dir després Saloní. En temps d'August es va establir una colònia romana, que es va distingir per la seva lleialtat contra els dàlmates revoltats dirigits pel seu líder Bató, l'any 6.
Era un lloc de sortida i arribada de les vies romanes de Dalmàcia. Quan aquesta província fou dividida en tres convents jurídics, fou la capital d'un, amb 382 ciutats i pobles. Alguns emperadors hi van fer construccions, especialment Dioclecià, i més tard va arribar a ser la meitat de gran que Constantinoble. Dioclecià hi va viure els darrers nou anys de la seva vida, retirat a un palau que es va fer construir a la rodalia de la ciutat, vora la població d'Espalàtum; aquest palau, la construcció del qual es va allargar durant dotze anys, posteriorment seria utilitzat pels magistrats locals, i finalment donaria lloc a una ciutat, que és la moderna Split.
El 481 fou ocupada per Odoacre, i va passar després als ostrogots, però fou recuperada als gots pel cap gèpida Mundus, al servei de Justinià I. Tòtila la va recuperar temporalment, i en totes aquesets lluites va romandre parcialment destruïda, però es va recuperar. El 544 Belisari, i el 552 Narses, la van fer servir de base per la conquesta d'Itàlia.
El 639 Dalmàcia fou envaïda pels àvars, que van ocupar i incendiar la ciutat. A conseqüència d'aquest setge, va romandre deserta i en runes, i els habitants es traslladaren a l'antic palau de Dioclecià, tan gran que podia acollir tota la població de Salona. A partir d'aquest palau es desenvolupà la ciutat d'Aspàlatum, que pagava tribut als emperadors orientals (200 peces d'or a l'any). La ciutat antiga en runes va romandre en mans dels eslaus.